# Juana Bormann
Juana Bormann (även Johanna Bormann), född 10 september 1893 i Birkenfelde i Ostpreussen, död 13 december 1945 i Hameln, var en tysk koncentrationslägervakt och dömd krigsförbrytare.

## Biografi
År 1939 tjänstgjorde Bormann i Ravensbrück, där hon övervakade internernas arbetslag. I mars 1942 kommenderades hon till Auschwitz, där hon blev ökänd för sin grymhet. Senare samma år förflyttades hon till Birkenau som Aufseherin. Hon fick där öknamnet "Kvinnan med hunden" på grund av att hon upprepade gånger hetsade sin hund på de kvinnliga internerna. Inför rätten under Belsenrättegången påstod hon att internerna lekte med hunden. Senare var Bormann vakt i Budy, ett av Auschwitz satellitläger, där hon fortsatte att misshandla fångar.
År 1944, då den tyska krigslyckan definitivt hade vänt, övervakade hon interner som arbetade inom vapenproduktionen i Hindenburg O.S. i Schlesien. I januari 1945 återvände hon till Ravensbrück och månaden därpå kom hon till Bergen-Belsen, där hon tjänstgjorde under Josef Kramers och Irma Greses befäl. Lägret befriades av brittiska trupper den 15 april 1945 och Bormann greps tillsammans med bland andra Kramer, Grese, Elisabeth Volkenrath, Fritz Klein och Franz Hössler. Den 17 september 1945 inleddes rättegången mot 45 officerare och vakter i Bergen-Belsen, däribland Bormann. Hon dömdes till döden och avrättades genom hängning tillsammans med tio andra: Kramer, Grese, Volkenrath, Klein, Hössler, Peter Weingartner, Karl Francioh, Franz Stofel, Anchor Pichen och Wilhelm Dörr.